# Roberto Michelucci
Pour les articles homonymes, voir Michelucci.
Roberto Michelucci est un violoniste italien né le 29 octobre 1922 à Livourne et mort le 1er novembre 2010 à Reggello.

## Biographie
Roberto Michelucci naît le 29 octobre 1922 à Livourne (Toscane).
Il étudie au Conservatoire de Florence et remporte en 1950 le 1er prix des Rassegna Concertisti à Rome. Il fait ensuite carrière comme interprète et pédagogue.
Roberto Michelucci est professeur au Conservatoire Luigi Cherubini de Florence entre 1960 et 1985.
Entre 1967 et 1972, il est violon solo de l'ensemble I Musici.
Roberto Michelucci meurt le 1er novembre 2010 à Reggello (Toscane).